# Rezerwat przyrody Kwaśna Buczyna
Rezerwat przyrody Kwaśna Buczyna – leśny rezerwat przyrody w gminie Łyszkowice, w powiecie łowickim, w województwie łódzkim.

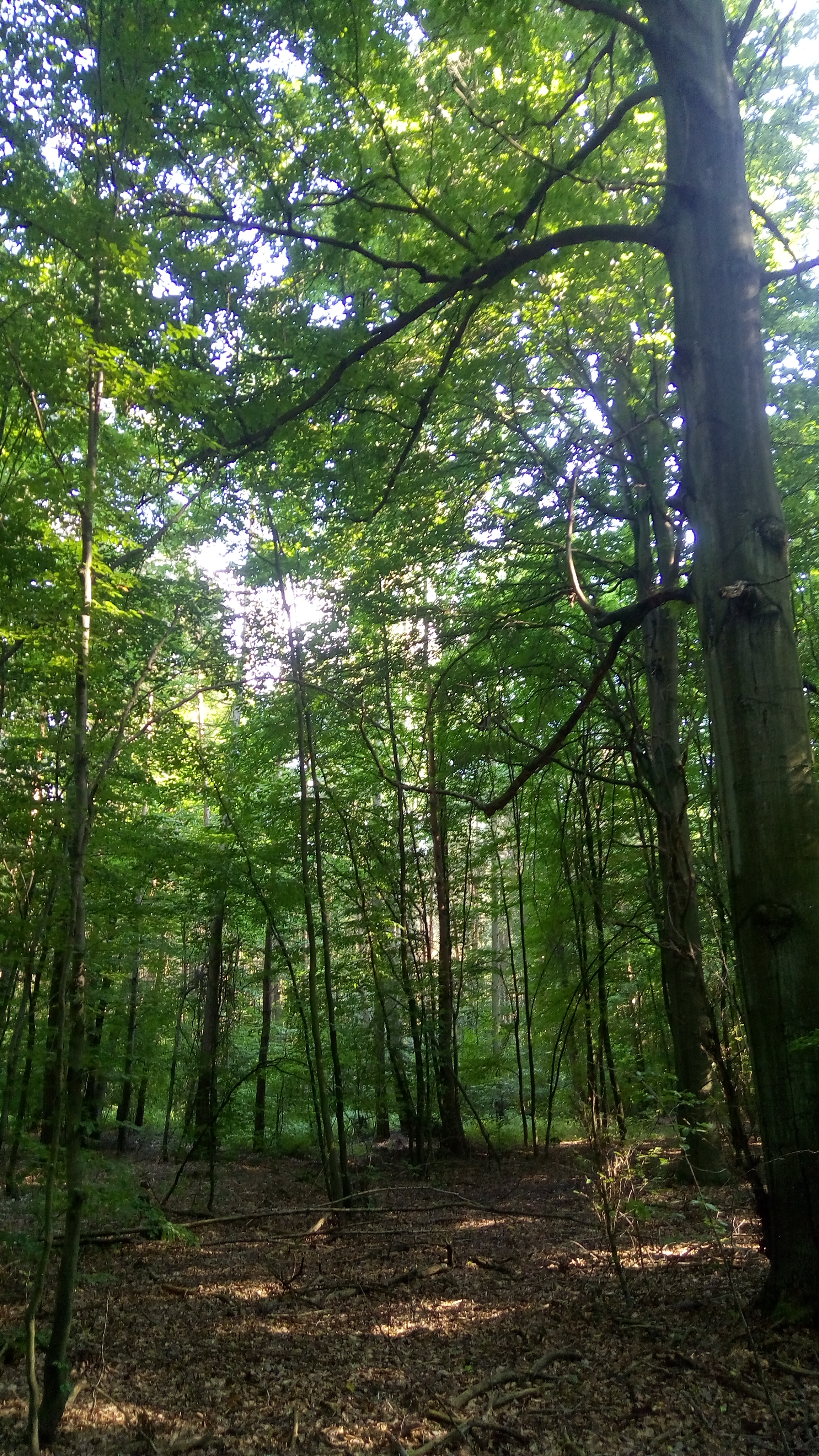
Rezerwat Kwaśna Buczyna

Zajmuje powierzchnię 14,8 ha. Został powołany Zarządzeniem Ministra Ochrony Środowiska, Zasobów Naturalnych i Leśnictwa z 23 grudnia 1998 roku (Dz.U. z 1998 r. nr 166, poz. 1221). Celem ochrony jest zachowanie ze względów naukowych i dydaktycznych lasu mieszanego bukowo-dębowego o cechach kwaśnej buczyny.
Obszar lasu należy do Nadleśnictwa Rogów, leśnictwo Lipce. Nadzór nad rezerwatem sprawuje Regionalny Konserwator Przyrody w Łodzi.
Drzewostan składa się głównie z około 150-letnich buków zwyczajnych (na granicy naturalnego zasięgu) i równie starych dębów bezszypułkowych, niewielki jest udział grabu. Różnorodność gatunkowa roślin jest tu stosunkowo niska – stwierdzono występowanie 53 gatunków roślin naczyniowych, w tym 22 drzew i krzewów. Są to w większości rośliny pospolite, praktycznie brak jest gatunków wyjątkowo rzadkich bądź objętych ochroną ścisłą. W runie najczęściej występuje zawilec gajowy, kuklik pospolity, fiołek leśny i konwalijka dwulistna.
Rezerwat zamieszkuje niemal 50 gatunków kręgowców, w tym chronione gatunki nietoperzy (6) i ptaków (33).